# Узун-кюй
Узун-кюй (башк. оҙон көй, тат. озын көй, від оҙон — довгий, көй — наспів, мелодія) — жанр башкирської і татарської народної музики, мелодійний стиль (довга протяжна пісня).

## Історія
Жанр пісенної протяжної лірики узун-кюй — одне з унікальних явищ усно-професійної творчості в культурі двох близьких народів: татарського і башкирського. Незважаючи на наявність схожих рис (імпровізаційність розспіву, сольна традиція виконання, різноманіття варіантів інтерпретації і т. д.), цей жанр у башкирів і татар формувався в різних соціально-історичних умовах.
Жанр узун-кюй в башкирській музиці з'явився в результаті вдосконалення стилю професійних плакальників. Розвитку стилю також сприяло проведення змагань башкирських співаків і кураїстів на йийинах. Саме курай вплинув на формування узун-кюй башкирів, що виразилося в широкому діапазоні наспівів («вокальної» форми інструментального «передування»), в ладозвукорядному ладі пісень, розмашистих, різких інтонаційних скачках, в «мелізматичних пробігах» інструментального характеру. Узун-кюй у башкирів — це своєрідний синтезуючий стиль мелосу, що характеризується взаємопроникненням вокального та інструментального (курай) начал.
Узун-кюй казанських татар розвинувся під впливом східної вокальної мусульманської монодії, що відрізняється плинністю, плавністю і безперервним мелодійним розвитком з чисто вокальною мелізматикою. На відміну від башкирських узун-кюй, інтонаційні ходи на великі інтервали (децима, ундецима), тут «приховані», «завуальовані» завдяки орнаментованим розспівам, що виконують функцію «з'єднувального мосту» між складовими фонемами.
Перші записи пісень у стилі узун-кюй здійснені М.Ф. Катановим у 1893 році. Перші зразки опубліковані С.Г. Рибаковим у книзі «Музика і пісні уральських мусульман з нарисом їх побуту», (СПб., 1897).

## Характеристика жанру
Узун-кюй в основному виконують високі голоси у чоловіків це тенор, (рідше баритон) у жінок сопрано (рідше меццо-сопрано). Це пов'язано з тим, що високим, легким і рухливим голосам легше впоратися зі складними мелодичними фігураціями у виконанні складного орнаменту протяжних наспівів.
Особливістю узун-кюй є інтонаційна виразність наспівів з широким музичним діапазоном (від децими до двох октав і вище) і загальним низхідним рухом, чергування розгорнутих внутрішньоскладових розспівів, широко виконуваних вигуків на вигуки «аһай», «эһей», «лай-ләй», «ай-әй» і т. д.
Тексти узун-кюй написані чотиривіршами, двовірші яких складаються з 10-9 складів і пов'язані із сумними подіями, що відбулися в житті людей: втратою общинної землі внаслідок колонізації («Сэзе буйы», «Шарлы урман», «Ямантау»), повстанням і його придушенням («Киҙәгәс» — «Кизэгэс», «Тафтиляу»), відходом на військову службу або фронт («Арме», «Икенсе ескадрон» — «Другий ескадрон», «Сэнгельдек йыры» — «Колискова», «Ескадрон»), загибеллю башкирських батирів під час казахських набігів («Ғәбделвәхит» — «Габдельвахіт», «Малбай»), засланнями («Буранбай», «Шагибарак», «Шафик», «Шәрәфетдин»), розлукою і загибеллю закоханих («Зульхіза», «Мадинакай», «Салимакай», «Таштугай»), смертю («Ғәзизәкәй» — «Газизакай», «Залифакай», «Ільяс», «Камалек»).
Узун-кюй виконуються у супроводі кураю. Можливе виконання без супроводу a capella, а також у супроводі гармоні або баяна.

## Виконавці
Видатні виконавці узун-кюй — Г. Альмухаметов, І. Шакіров, М. Баїмов, Г. Сулейманова, М. Хісматуллін, А. Авзалова, Ф. Кільдиярова, Х. Бігічев, А. Султанов, З. Сунгатулліна, М. Казакбаєв, І. Солтанбаєв, С. Абдуллін, Р. Вагапов, М. Шаїмова, Г. Хамзін, Р. Янбеков, І. Газієв та ін.